# Всесоюзні профспілкові турніри з футболу

Кришталевий приз переможця Всесоюзних профспілкових турнірів з футболу

Всесоюзні профспілкові турніри з футболу — офіційні змагання, що проводилися в колишньому СРСР за участі команд, приналежних до різних професійних спілок.

## Історична довідка
Профспілкові футбольні турніри проводилися спортивними структурами Всесоюзної Центральної Ради професійних спілок (ВЦРПС), Всесоюзним ДСТ профспілок, Федерацією футболу ДСТ профспілок. Вони проходили самостійно у вигляді чемпіонатів (першостей) і розіграшів Кубків (із 1945 року) або були частиною комплексних змагань у рамках Спартакіад ВЦРПС (1932, 1935, 1946, 1948, 1955, 1958). У турнірах брали участь збірні міст і областей, що складалися з найсильніших футболістів профспілкових команд (1933, 1934), збірні галузевих профспілок (1932, 1935) та профспілкових ДСТ (1953, 1955), а також команди, що представляли спортивні клуби промислових підприємств, вузів, установ, шахт, МТС, радгоспів. У 1979 і 1980 роках був розіграний Кубок ВЦРПС серед команд КФК. У 1932 — 1934, 1936, 1944 роках у турнірах брали участь футболісти профспілкових команд майстрів.
Система заліку до 1937 року: перемога — 3, нічия — 2, поразка — 1, неявка — 0 очок. Із 1938 року: перемога — 2, нічия — 1, поразка чи неявка — 0 очок. Заміни гравців проводилися відповідно до існуючих у ті роки Положень про радянські чемпіонати.
Команда-переможець футбольних турнірів ВЦРПС нагороджувалася перехідним призом, почесним дипломом, у деякі роки — вимпелом, а її гравці й тренери — іменними грамотами ВЦРПС (до 1947 року), потім — посрібленими жетонами та грошовими преміями. До 1952 року переможець Кубка ВЦРПС отримував право брати участь у розіграшах Кубка СРСР. Команда-фіналіст Кубка, а також команди-призери чемпіонатів ВЦРПС нагороджувалися дипломами другого і третього ступеня, а гравці й тренери — грамотами, з 1947 року — бронзовими жетонами та грошовими преміями.
Футбольні турніри ВЦРПС зіграли помітну роль у розвитку футболу в СРСР. Їхню школу пройшли відомі футболісти: Георгій Шорець, Олександр Зябликов, Петро Дементьєв, Віктор Бодров, Віктор Маслов, Віктор Семенов, Олександр Пономарьов, Борис Коверзнєв, Олександр Севидов, Анатолій Акимов, Василь Жарков, Августин Гомес, Василь Проворнов, Костянтин Ратников, Віктор Новиков та багато інших.
Змаганням ВЦРПС були притаманні численні неявки та переноси матчів, особливо на ранніх стадіях[джерело?].

## Зведена таблиця
| Рік                                                 | Переможець                    | 2 призер                      | 3 призер                   | Специфіка                                        |
| --------------------------------------------------- | ----------------------------- | ----------------------------- | -------------------------- | ------------------------------------------------ |
| Призери Всесоюзних профспілкових турнірів з футболу |                               |                               |                            |                                                  |
| 1932                                                | РАТАП                         | «Електрики»                   | «Трансмаш»                 | За участі команд майстрів у найсильніших складах |
| 1933                                                | Ленінград або Харків          |                               |                            | За участі команд майстрів у найсильніших складах |
| 1934                                                | не завершений                 |                               |                            | За участі команд майстрів у найсильніших складах |
| 1935                                                | «Електрозавод» Москва         | «Завод ім. Сталіна» Ленінград | «Казанка» Москва           | За участі команд майстрів у найсильніших складах |
| 1936                                                | «Торпедо» Горький             | «Сталь» Костянтинівка         | «Дзержинець» Сталінград    | За участі команд майстрів у найсильніших складах |
| 1937                                                | «Зеніт» Ленінград             | «Сталінець» Москва            | «Зеніт» Таганрог           |                                                  |
| 1939                                                | «Зеніт» Калінінград           | «Харчовик» Одеса              | «Торпедо» Москва           |                                                  |
| 1944                                                | «Торпедо» Москва              | «Крила Рад» Москва            |                            | За участі команд майстрів у найсильніших складах |
| 1945                                                | «Торпедо» Москва              | «Трактор» Нижній Тагіл        |                            |                                                  |
| 1946                                                | «Крила Рад» Москва            | «Дзержинець» Нижній Тагіл     | «Червоний прапор» Ногінськ |                                                  |
| 1948                                                | «Крила Рад» Москва            | «Торпедо» Харків              |                            |                                                  |
| 1949                                                | «Завод ім. Димитрова» Тбілісі | «Завод ім. Сталіна» Молотов   |                            |                                                  |
| 1950                                                | «Зеніт» Калінінград           | «Шахтар» Кемерово             | «Зеніт» Ленінград          |                                                  |
| 1951                                                | «Металург» Чимкент            | «Металург» Сталінград         | «Металург» Одеса           |                                                  |
| 1952                                                | «Хімік» Москва                | «Металург» Одеса              | «Трактор» Володимир        |                                                  |
| 1953                                                | ДСТ «Червона зірка»           | ДСТ «Урожай»                  | ДСТ «Іскра»                |                                                  |
| 1955                                                | ДСТ «Буревісник»              | ДСТ «Енергія»                 | ДСТ «Авангард»             |                                                  |
| 1958                                                | Вірменська РСР                | Москва                        | Естонська РСР              |                                                  |
| 1979                                                | «Зоркий» Красногорськ         | ЛОМО Ленінград                |                            |                                                  |
| 1980                                                | «Зоркий» Красногорськ         | «Темп» Ленінград              |                            |                                                  |

## Примітка
Різні джерела дають різні дані про переможця розіграшу 1933 року. Перший фінальний матч приніс перемогу Ленінграда —  6:1. Про гру-відповідь у Харкові інформації немає. Ймовірно, вона не відбулася через неявку гостей, тому господарям поля зарахували технічну перемогу та загальний виграш турніру[джерело?].